# FIBA Europapokal der Landesmeister 1987/88
Die Saison 1987/88 war die 31. Spielzeit des FIBA Europapokal der Landesmeister, der von der FIBA Europa veranstaltet wurde.
Den Titel gewann zum dritten Mal Tracer Milano aus Italien.

## Modus
Es nahmen die 22 Meister der nationalen Ligen sowie der Titelverteidiger teil. Die Sieger der Spielpaarungen der ersten und des Achtelfinals wurden in Hin- und Rückspiel ermittelt. Entscheidend war das gesamte Korbverhältnis beider Spiele. Die Sieger des Achtelfinals erreichten die Gruppenphase, in der die acht verbliebenen Mannschaften um den Einzug ins Finalturnier kämpften.
Die vier Besten der Gruppenphase erreichten das Final Four, aus welchem der Sieger des Wettbewerbs hervorging.

## 1. Runde
- Hinspiele: 24. September 1987
- Rückspiele: 1. Oktober 1987

|                    | Gesamt  |                    | Hinspiel | Rückspiel |
| ------------------ | ------- | ------------------ | -------- | --------- |
| AEL Limassol       | 143:193 | Körmendi Dózsa MTE | 72:84    | 71:109    |
| Benfica Lissabon   | 230:161 | Sparta Bertrange   | 122:77   | 108:84    |
| BK Klosterneuburg  | 200:221 | Pully Basket       | 93:104   | 107:117   |
| Nashua Den Bosch   | 178:161 | NMKY Helsinki      | 91:78    | 87:83     |
| TJ Zbrojovka Brünn | 189:173 | Portsmouth BC      | 94:76    | 95:97     |
| Södertälje BBK     | 179:159 | Maes Pils Mechelen | 89:93    | 90:69     |
| Murray Edinburgh   | 170:189 | BSC Saturn Köln    | 82:98    | 88:91     |

## Achtelfinale
- Hinspiele: 15. Oktober 1987
- Rückspiele: 22. Oktober 1987

|                  | Gesamt  |                     | Hinspiel | Rückspiel |
| ---------------- | ------- | ------------------- | -------- | --------- |
| Balkan Botewgrad | 167:190 | Tracer Milano       | 79:93    | 88:97     |
| EB Orthez        | 212:167 | Karşıyaka SK        | 124:82   | 88:85     |
| FC Barcelona     | 269:134 | Śląsk Wrocław       | 129:65   | 140:69    |
| Körmendi Dózsa   | 165:231 | KK Partizan Belgrad | 94:130   | 71:101    |
| Maccabi Tel Aviv | 192:165 | Benfica Lissabon    | 111:86   | 81:79     |
| Pully Basket     | 229:240 | Aris Thessaloniki   | 125:127  | 104:113   |
| Nashua Den Bosch | 184:161 | TJ Zbrojovka Brünn  | 87:78    | 97:83     |
| Södertälje BBK   | 207:257 | BSC Saturn Köln     | 119:126  | 88:131    |

## Gruppenphase
Bei Punktgleichheit zweier oder dreier Teams entschied nicht das Korbverhältnis, sondern der direkte Vergleich untereinander.
| - 1. Spieltag: 26. November 1987 - 2. Spieltag: 3. Dezember 1987 - 3. Spieltag: 10. Dezember 1987 - 4. Spieltag: 17. Dezember 1987 - 5. Spieltag: 7. Januar 1988 - 6. Spieltag: 14. Januar 1988 - 7. Spieltag: 21. Januar 1989 | - 8. Spieltag: 11. Februar 1988 - 9. Spieltag: 18. Februar 1988 - 10. Spieltag: 25. Februar 1988 - 11. Spieltag: 3. März 1988 - 12. Spieltag: 10. März 1988 - 13. Spieltag: 17. März 1988 - 14. Spieltag: 24. März 1988 |

### Gruppe Top 8
| Team                   | Sp | S  | N  | P+   | P-   |
| ---------------------- | -- | -- | -- | ---- | ---- |
| 1. KK Partizan Belgrad | 14 | 10 | 4  | 1290 | 1260 |
| 2. Aris Thessaloniki   | 14 | 9  | 5  | 1346 | 1315 |
| 3. Tracer Milano       | 14 | 9  | 5  | 1304 | 1286 |
| 4. Maccabi Tel Aviv    | 14 | 8  | 6  | 1326 | 1320 |
| 5. FC Barcelona        | 14 | 7  | 7  | 1367 | 1278 |
| 6. BSC Saturn Köln     | 14 | 5  | 9  | 1402 | 1415 |
| 7. EB Orthez           | 14 | 4  | 10 | 1210 | 1229 |
| 8. Nashua Den Bosch    | 14 | 4  | 10 | 1299 | 1441 |

## Final Four

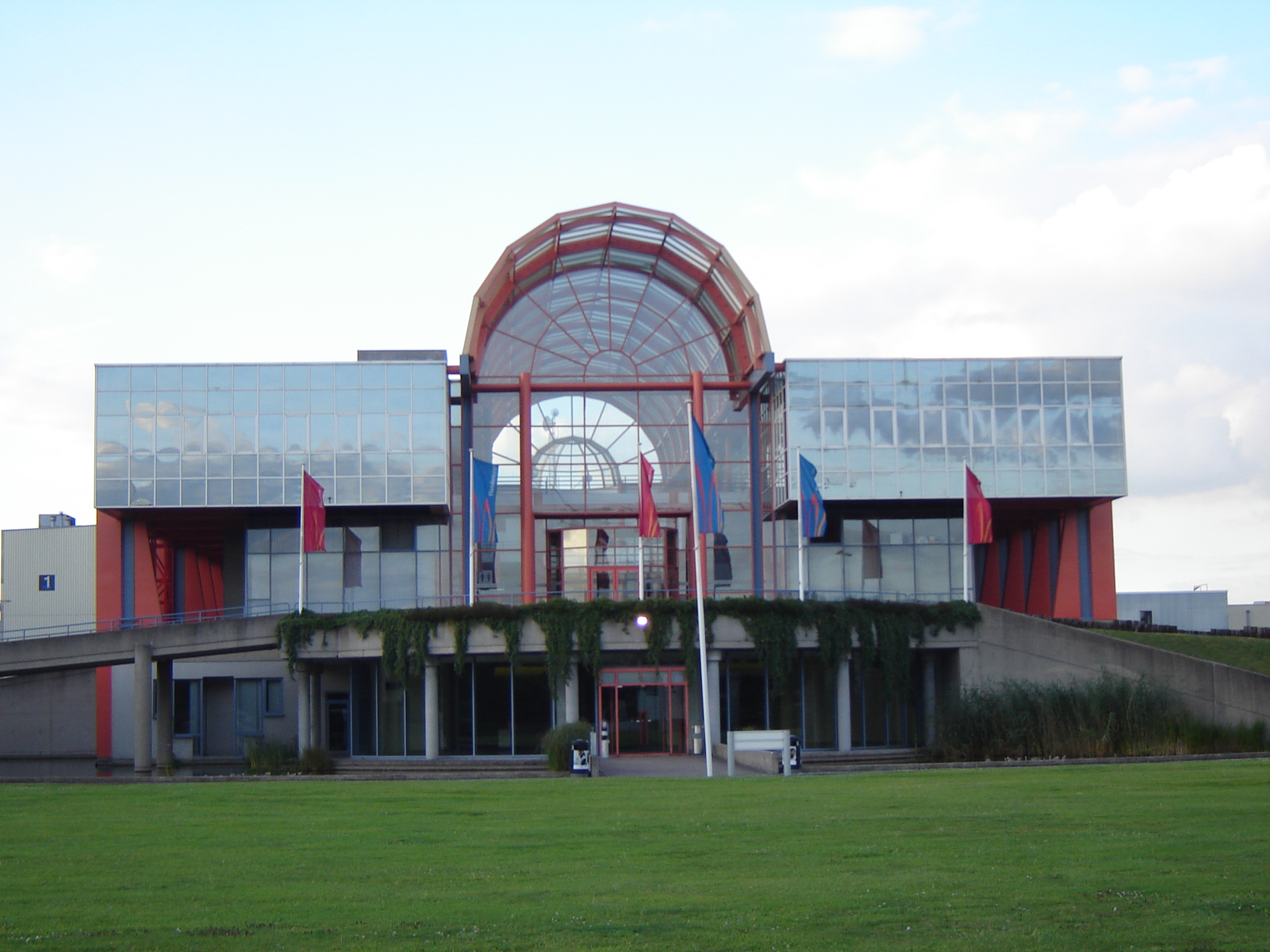
Flanders Expo

Das Final Four fand vom 5. bis 7. April 1988 in der Flanders Expo in Gent, Belgien, statt.

### Halbfinale
Die Halbfinalspiele fanden am 5. April 1988 statt.
|                     | Ergebnis |                  |
| ------------------- | -------- | ---------------- |
| KK Partizan Belgrad | 82:87    | Maccabi Tel Aviv |
| Aris Thessaloniki   | 82:87    | Tracer Milano    |

### Spiel um Platz 3
Das Spiel um Platz 3 fand am 7. April 1988 statt.
|                     | Ergebnis |                   |
| ------------------- | -------- | ----------------- |
| KK Partizan Belgrad | 105:93   | Aris Thessaloniki |

### Finale

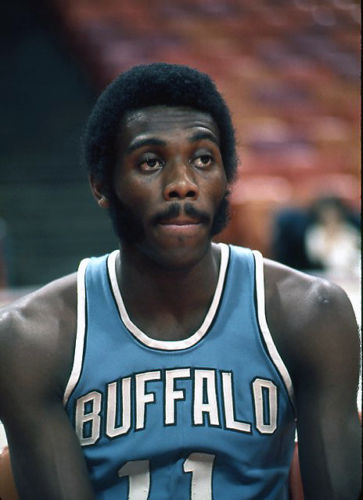
Final Four MVP und Topscorer: Bob McAdoo

| Paarung          | Tracer Milano – Maccabi Tel Aviv |
| Ergebnis         | 90:84 |
| Datum            | 7. April 1988 |
| Halle            | Flanders Expo, Gent |
| Zuschauer        | 9.000 |
| Tracer Milano    | Mike D’Antoni 17 Punkte, Roberto Premier 3, Ricky Brown 17, Bob McAdoo 25, Dino Meneghin 5, Massimiliano Aldi 7, Riccardo Pittis 8, Piero Montecchi 8 Trainer: Franco Casalini |
| Maccabi Tel Aviv | Motti Aroesti, Willie Sims 15, Doron Jamchy 24, Ken Barlow 21, Kevin Magee 13, Motti Daniel 2, Miki Berkovich 3, Chen Lippin, Itzhak Cohen 6, Gilad Katz Trainer: Ralph Klein  |

### Auszeichnungen

#### Final FourMVP
- Bob McAdoo (Tracer Milano)

#### Topscorer des Endspiels
- Bob McAdoo (Tracer Milano): 25 Punkte